# Der Singende Tresen
Der Singende Tresen ist eine Berliner Band im Bereich Chanson, Folk, Jazz und Liedtheater. Diese Mischung wird von der Band selbst als „Sperrstundenmusik“ bezeichnet. Die Band wurde 2001 gegründet.

## Geschichte
2001 wurde Der Singende Tresen von Sängerin Manja Präkels anlässlich des ersten Berliner Erich Mühsam Festes gegründet. Bis 2004 gehörte die Band zu den Stammkünstlern von Dr. Seltsams club existentialiste. Seitdem tourt die Band deutschlandweit und spielt auf Festivals wie Bardentreffen Nürnberg, TFF Rudolstadt, Grimmaer Liederflut, Festival Musik und Politik, Songs an einem Sommerabend, Schleswig-Holstein Musikfestival.
2005 erschien die erste offizielle CD Sperrstundenmusik, die auf Anhieb CD des Monats der von Musikkritikern betriebenen Liederbestenliste für deutschsprachige Musik wurde. Der gleichnamige Titelsong der Nachfolge-CD „Clowns im Regen“ (2007) war im Juni 2007 Spitzenreiter der Liederbestenliste für deutschsprachige Musik. Das Bühnenprogramm zur neuen CD „Kein Teil von Etwas“ wurde 2008 auf dem Internationalen Brecht-Festival in Augsburg (abc-Festival) uraufgeführt.

## Musik und Texte
Die Musik des Singenden Tresens konnte man in den ersten Jahren noch zutreffend als Akustikfolkpunk bezeichnen, wovon die frühe EP Hundsgemeines Leben zeugt. Mit Hereinnahme des Klarinettisten Thorsten Müller kamen verstärkt Klezmer-Elemente hinzu, die dann auch die erste offizielle CD Sperrstundenmusik prägten. Mit Kontrabassist Benjamin Hiesinger und Vibraphonistin Lilia Antico öffnete sich die Band auch jazzigen Tönen, während Sängerin und Texterin Manja Präkels verstärkt Liedtheater-Elemente einbrachte, die bereits der zweiten CD „Clowns im Regen“ deutlich anzuhören sind.
Texte und Musik entfernten sich dadurch immer weiter von der aufrührerischen Haltung der ersten Jahre ohne jedoch an politischem Gewicht zu verlieren, wovon das 2008er Bühnenprogramm Kein Teil von Etwas zeugt. Inspiriert von Bertolt Brechts frühem Stück Im Dickicht der Städte entwarf Der Singende Tresen hier – am Beispiel Berlins – ein modernes Metropolenbild zwischen Fortschritt und Verelendung. Die gleichnamige CD erschien im April 2009. Mit den folgenden CDs "Ernste Musik" (2012) und "Mühsamblues" (2014), einer Hommage an den anarchistischen Dichter Erich Mühsam schlug Der Singende Tresen dann wieder härtere Töne an.

## Auszeichnungen
- Liedermacherpreis Goldene Hoyschrecke (2002)
- Aktionsfonds Tolerantes Brandenburg (2003)
- CD des Monats in der Liederbestenliste (Februar 2005)
- Spitzenreiter der Liederbestenliste (Juni 2007)
- Förderpreis Junge Songpoeten (2007)
- CD des Monats in der Liederbestenliste (August 2009)

## Diskografie
- Hundsgemeines Leben (2003) – Eigenpressung
- Sperrstundenmusik (2005) – Raumer Records, Berlin – RR16505
- Clowns im Regen (2007) – Raumer Records, Berlin – RR16807
- Die Neuen von den Songs – Sampler, Pläne Records – 88949
- Kein Teil von etwas (2009) – Raumer Records, Berlin – RR 18109
- Ernste Musik (2012) – Setalight Records (CD & Vinyl)
- Mühsamblues (2014) – Setalight Records (CD & Vinyl)